# Mycorrhiza

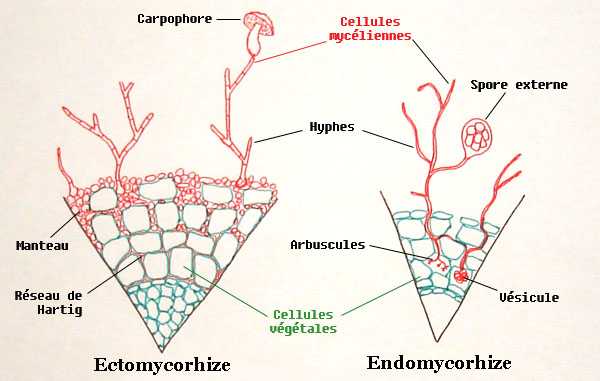
Ectomicoriză și Endomicoriză

Micoriza (la plural: micorize), cu numele științific Mykorrhiza, este o formă de simbioză între fungi și plante în care o ciupercă intră în contact cu sistemul rădăcinilor fine ale unei plante. Denumirea este derivată din cuvintele gr. μύκης=ciupercă și gr. ῥίζα=rădăcină.

## Istoric

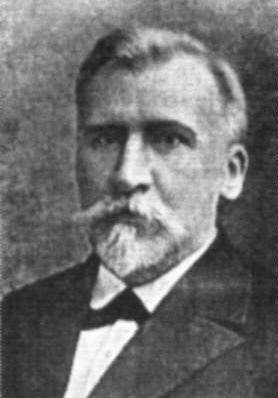
F. Kamienski

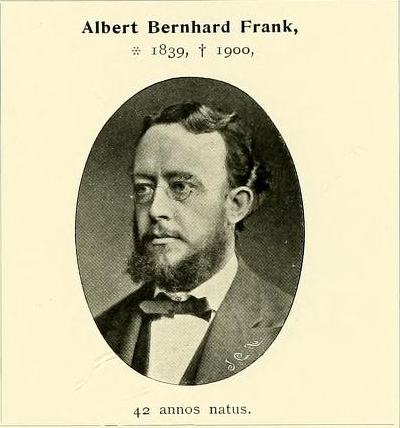
Albert B. Frank

Endosimbiontul (orice organism care trăiește în beneficiul reciproc în corpul sau celulele unui alt organism) originar, probabil un Glomeromycetes, a apărut cu aproximativ 450 de milioane de ani în urmă în Paleozoic, probabil în același timp cu primele plante terestre.
Sedimentul paleontologic din Devonian în care au fost descoperite fosile prinse în silicolit (denumit Rhynie Chert), de exemplu, Aglaophyton, cu o vârstă de aproximativ 400 de milioane de ani, arată componente morfologic identice cu specii din ordinul Glomales. Acest fapt sugerează că micorizele au fost instrumentul de colonizare accelerată a terenurilor emergente prin capacitatea lor de a extrage apă și minerale din sol. Aceste asociații timpurii au fost, de asemenea, capabile să creeze un sol mai rezistent la intemperii, să păstreze mai bine apa, îmbunătățind în același timp rezistența plantelor privind stresul osmotic și în timp răcoros (mai puțin de 15° C), în plus probabil contribuția la o mai bună supraviețuire a ciupercii în solurile înghețate de iarnă, în care microciupercile suferă sub un factor de selecție suplimentar (De aceste „simbioze reci” beneficiază, de asemenea, ierburi, cum ar fi orzul.) sau lipsa azotului (de exemplu, la molizi), mai departe rezistența lor cu privire la vânt și scurgere și, probabil, rezistența lor la intensitățile excesive ale luminii.
Legăturile de ciuperci cu rădăcini de plante au fost cunoscute cel puțin de la mijlocul secolului al XIX-lea. Dar descoperirea micorizei a fost un proces în mai multe etape. Astfel, observatorii timpurii au înregistrat pur și simplu acest fapt fără a cerceta în amănunțime relațiile dintre cele două organisme. În anii 1840-1880 au apărut diverse observații individuale, care au avut legătură cu fenomenul. Dar de abia botanistul de cetățenie prusac, dar de origine polonă Franz Michailow von Kamienski (1851-1912) a studiat și a descris fenomenul în 1879 și rezultatele le-a publicat în 1882.. 
Cercetări suplimentare au fost efectuate de botanistul și micologul german Albert Bernhard Frank (1839-1900), care a introdus termenul Mycorrhiza în 1885. Cei doi savanți au recunoscut imaginea generală corect și au publicat lucrări cu experimente fondate în mod clar.
Datorită capacității lor de a transporta substanțe nutritive direct la rădăcinile culturilor, în prezent se investighează dacă ciupercile pot fi folosite ca înlocuitori ai îngrășămintelor minerale. Raza de acțiune statistică pentru stocurile de îngrășăminte anorganice, în special privind fosforul, este de numai 50 până la 100 de ani (fosfor de vârf). [4] Micoriza poate fi o alternativă.

## Definiție și descriere
Micorizele sunt o componentă majoră a edafonelor (totalitatea organismelor care trăiesc în sol, inclusiv microorganismele). În această legătură, hifele unei ciuperci, fiind organul principal al ei, colonizează rădăcinile unei plante. Ceea ce se numește în mod obișnuit ciupercă, adică piciorul și pălăria, este doar un organ efemer al ciupercilor, sporiferul, unde are loc reproducerea sexuală. Ele sunt ca niște filamente fine, capabile să exploreze un volum foarte mare de sol (mii de metri de filamente miceliene pentru un metru de rădăcină).
Astfel, ciupercile furnizează substanțe nutritive și apă pentru plante, iar la rândul lor primesc o parte din asimilatele produse prin fotosinteza plantelor verzi. Astfel, într-o pădure de foioase, de exemplu, aproximativ o treime dintre produsele fotosintetice sunt consumate de ciupercile micorize. Spre deosebire de alte ciuperci de sol, multe dintre aceste soiuri au lipsă a enzimelor necesare pentru descompunerea carbohidraților complecși. De aceea depind de producția plantei. Deși relația micoriză este de tip simbiotic, după un dezechilibru în relație care poate fi cauzat de o slăbiciune a unuia dintre cei doi parteneri, asocierea poate să se schimbe în mod neintenționat de-a lungul continuului mutual-parazit. Ciuperca poate ajuta, de asemenea, să recicleze masa pierită în favoarea celor doi descendenți ai săi.

### Clasificare
Datorită caracteristicilor specifice, micorizele sunt împărțite în mod tradițional în trei grupuri diferite: ectomicorize, endomicorize și micorize arbusculare.  O altă clasificare face distincția între cinci micorize, anume ortoide, ectopice, arbutoide, ericoide și arbusculare, precum și două forme antagoniste (orhidee și monotropoide).

#### Ectomicoriză
Miceliul (toate hifele ramificate) formează o teacă densă în jurul vârfurilor rădăcinoase tinere, încă fără scoarță. Ca reacție, capetele rădăcinilor se umflă și nu mai dezvoltă fire păroase. După ce acele lipsesc, hifele ciupercii preiau responsabilitatea. Astfel, hifele fungide cresc în cortexul rădăcinii, dar nu penetrează în celulele lor, ci formează în spațiile extracelulare o rețea care facilitează schimbul de substanțe nutritive între ciupercă și plantă, așa numita „Rețeaua Hartwig” (după botanistul silvicultor german Robert Hartig, 1839-1901). Ele ajung foarte departe în matricea solului, asigurând o absorbție bună și extinsă a substanțelor nutritive și a apei. În plus, micorizele protejează rădăcina copacilor de infecții prin penetrarea de bacterii sau a altor ciuperci. 
În timp ce majoritatea partenerilor de plante pot să se dezvolte bine și fără ciuperci în locuri potrivite, există unii dintre ei care sunt obligați să aibă bureții ca partener. Forma de ectomicoriză este tipică în legătură cu mesteacăn, fag, pin, salcie și trandafir. Partenerii din Regnul Fungi sunt, de obicei, ciuperci din ordinele Boletales și Agaricales din încrengătura Basidiomycota, în cazuri rare, de asemenea, câteva specii din cea de Ascomycota, cum ar fi trufele sau soiuri din ordinul Pezizales. Se presupune că multe ciuperci mari, în Europa peste 1.000 de specii, printre altele, cele care aparțin genurilor Amanita, Cantharellus, Clitopilus, Chroogomphus, Cortinarius, Gomphidius, Gyromitra (parțial), Hebeloma, Hygrophorus, Hydnum, Inocybe, Laccaria, Lactarius, Leccinum, Paxillus, Phylloporus, Ramaria (parțial), Russula, Suillus, Tricholoma, Tylopilus, Xerocomellus sau Xerocomus, sunt capabile de acest fel de simbioză. În urmare, o galerie (tip de gen) a acestor genuri:

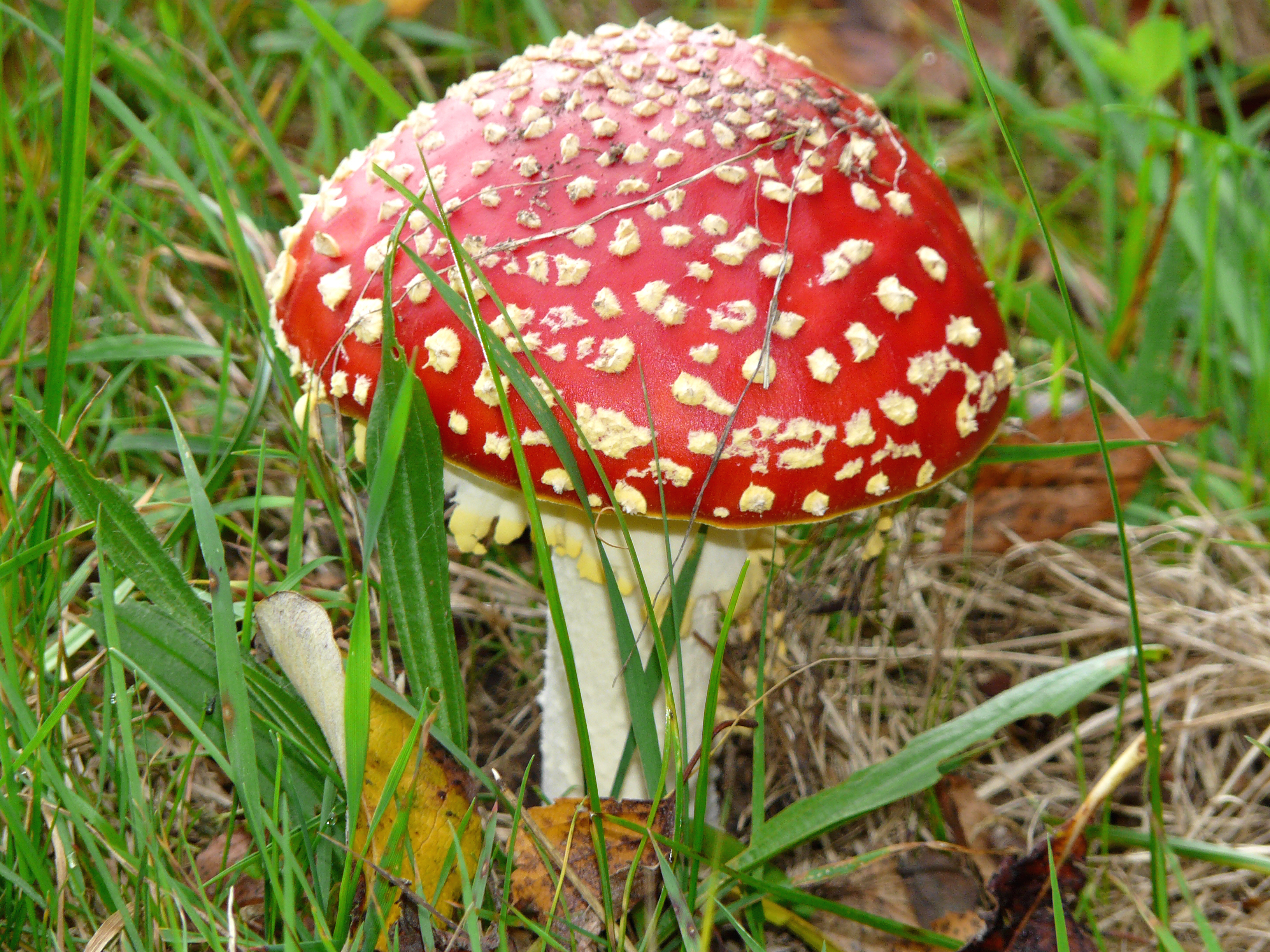
Amanita muscaria
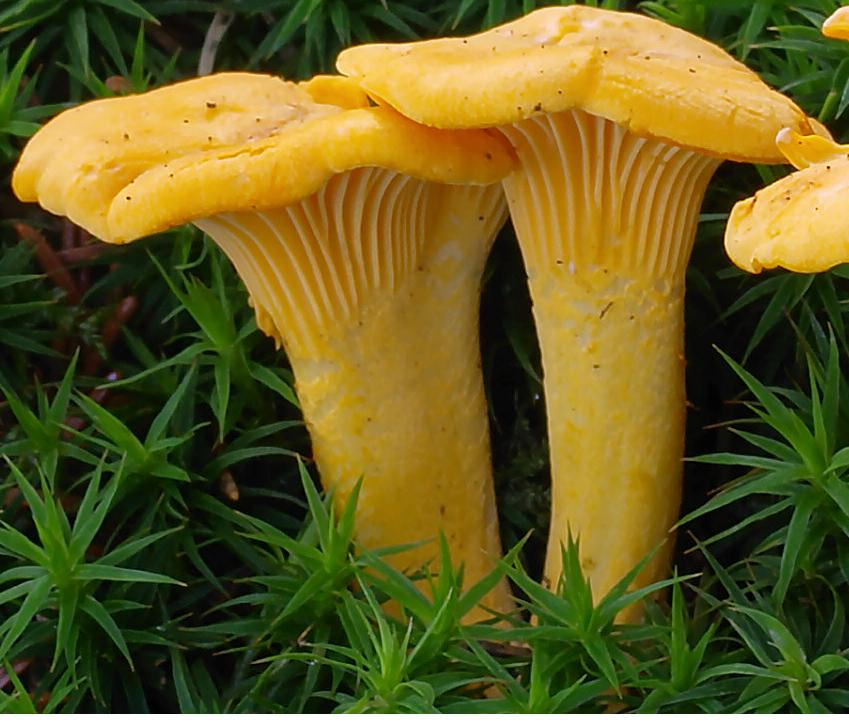
Cantharellus cibarius
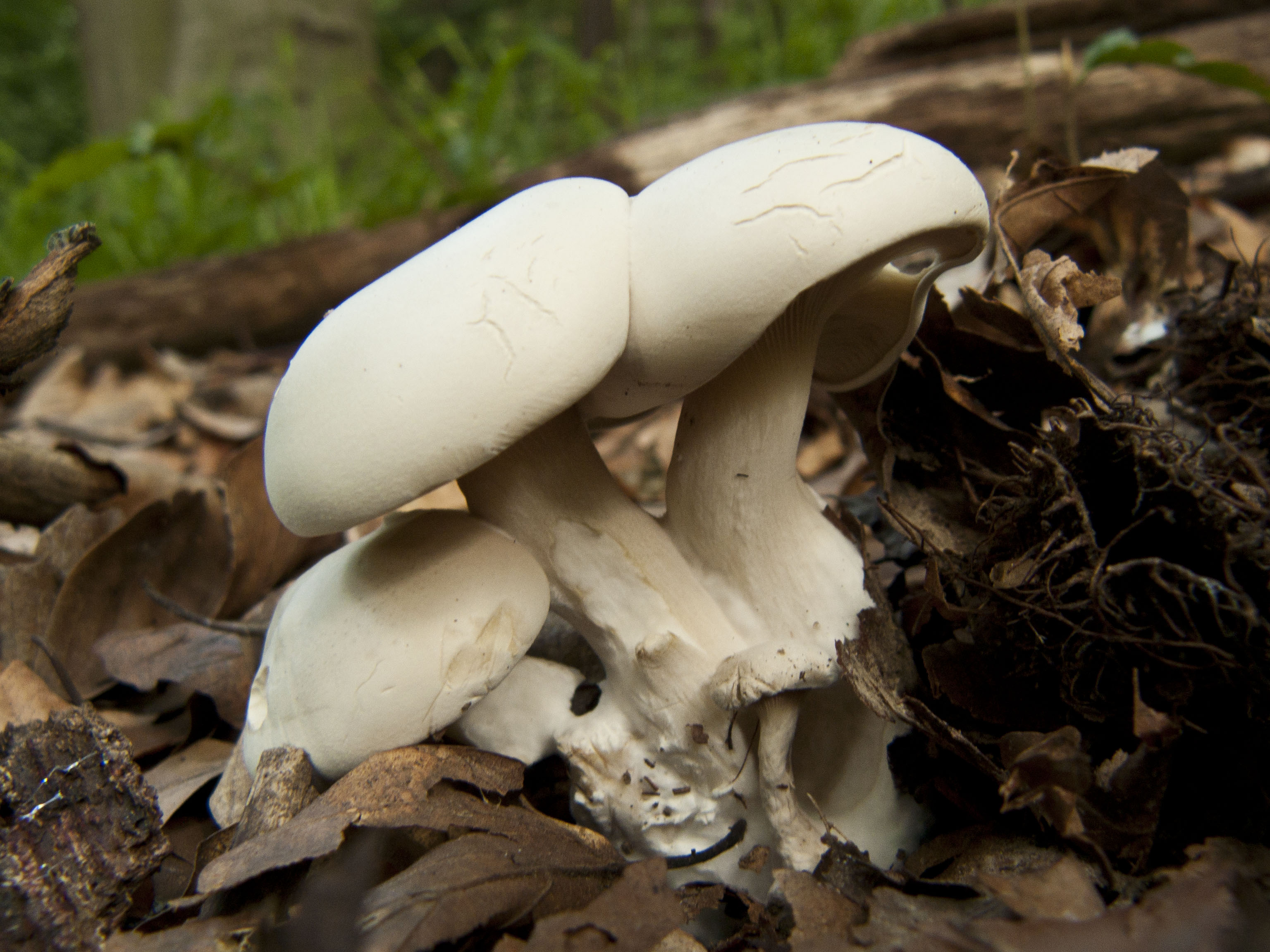
Clitopilus prunulus
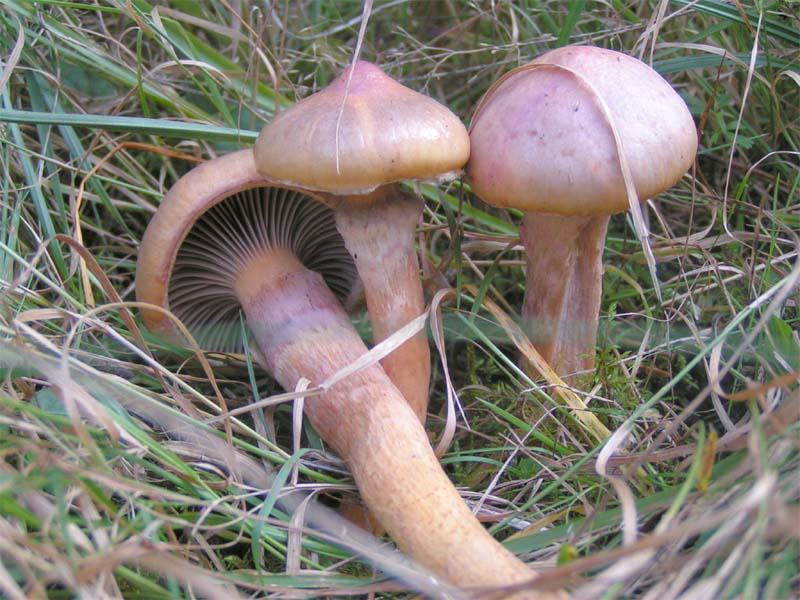
Chroogromphus rutilus
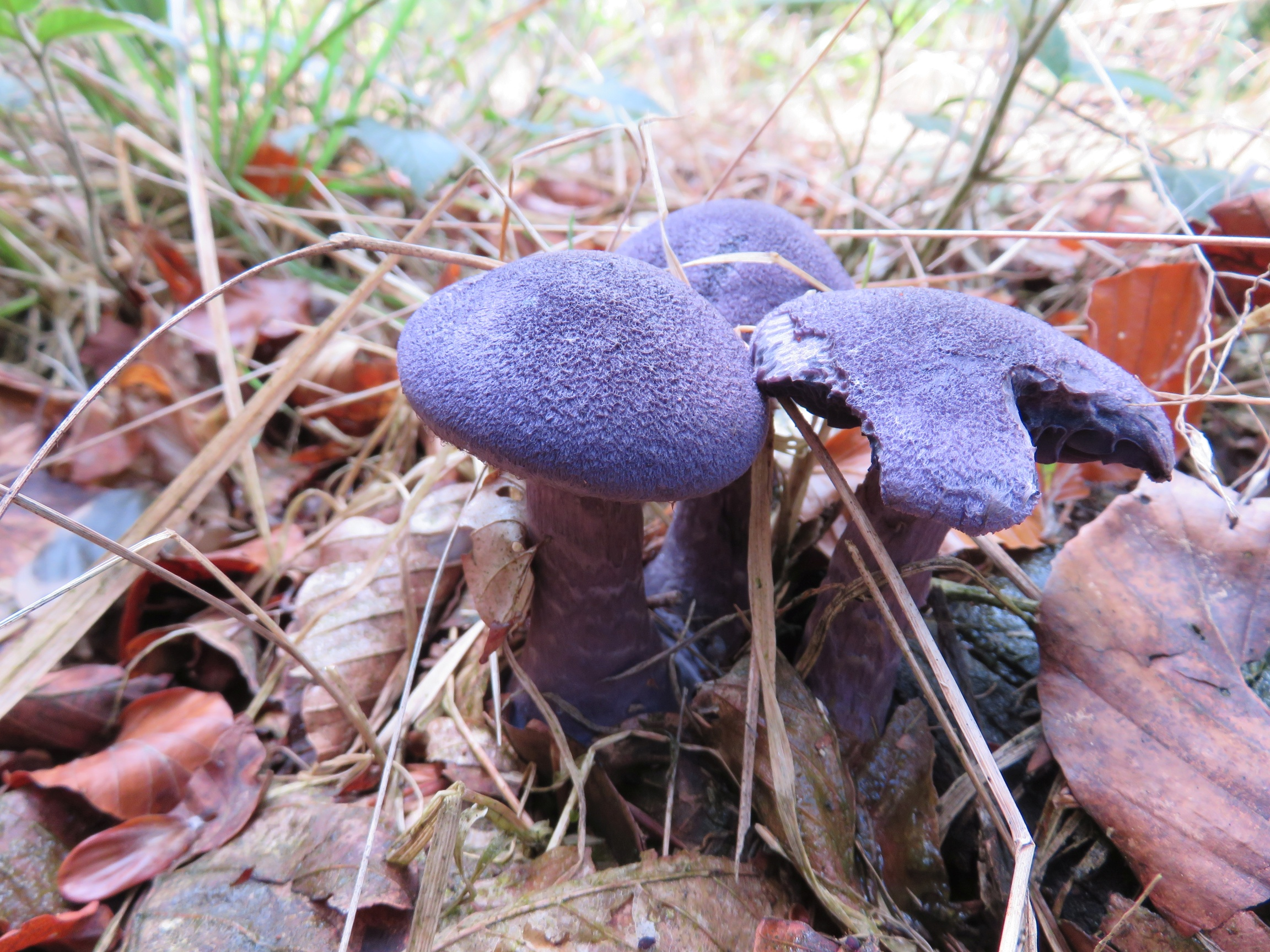
Cortinarius violaceus
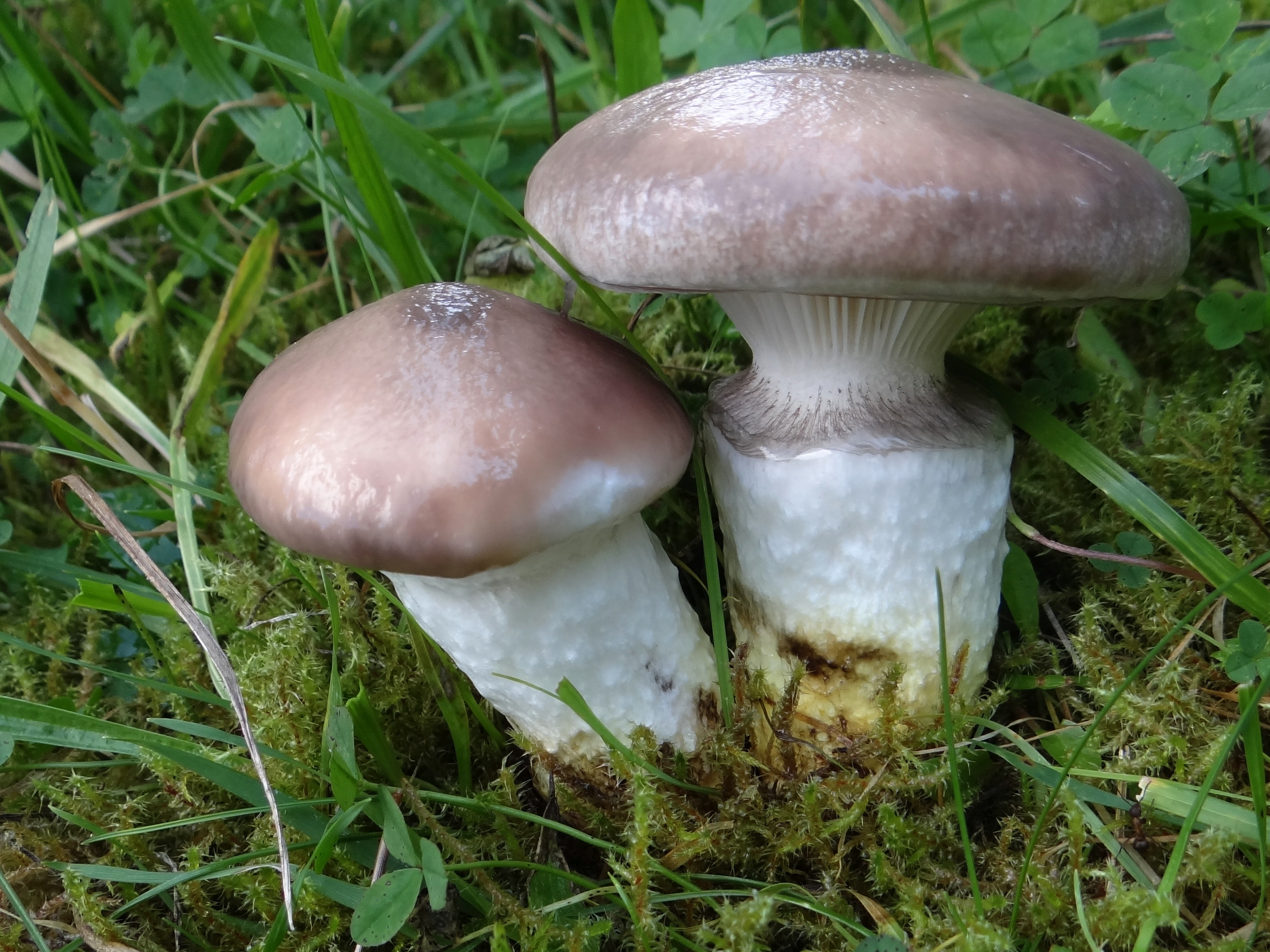
Gomphidius glutinosus
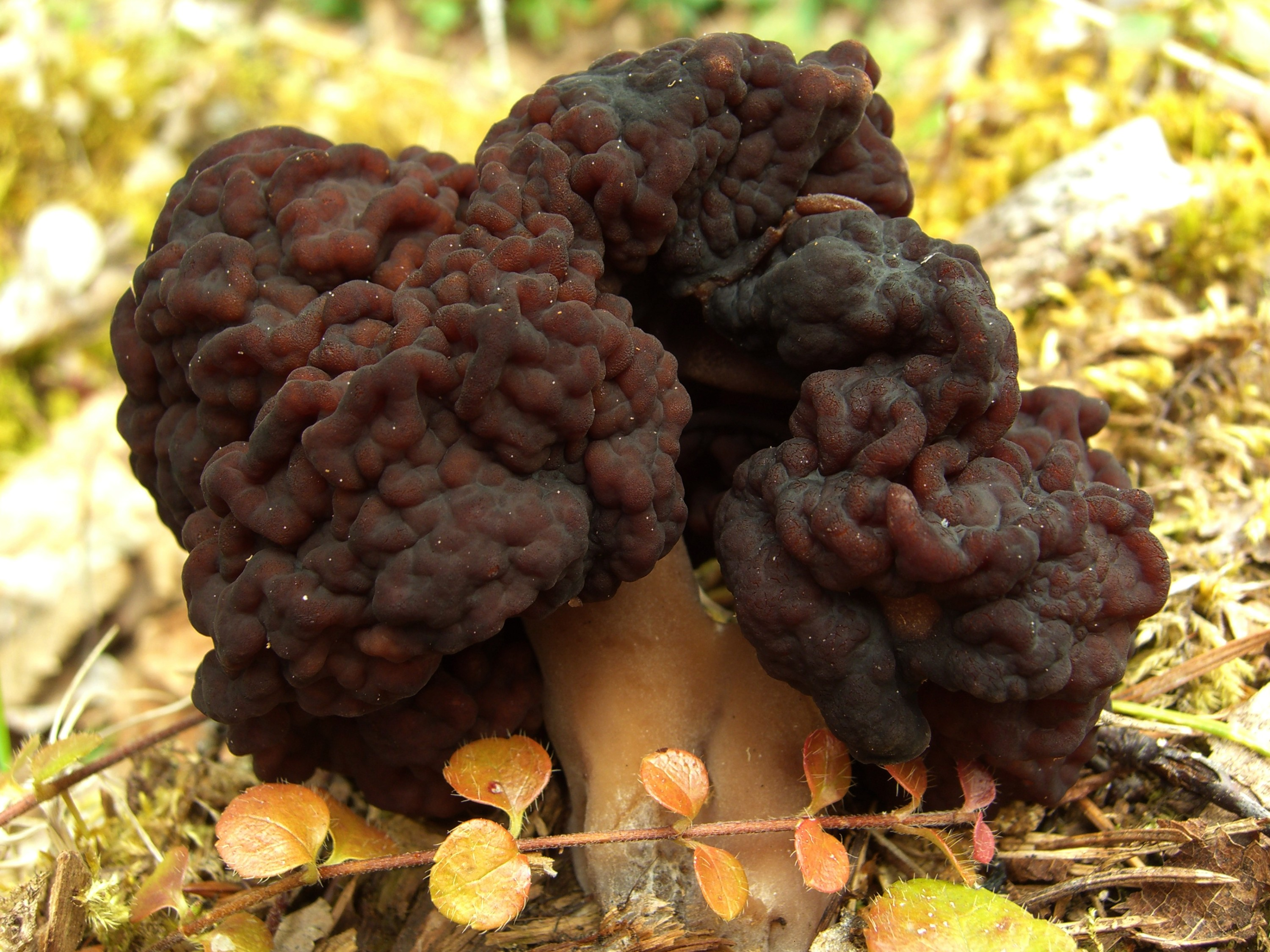
Gyromitra esculenta
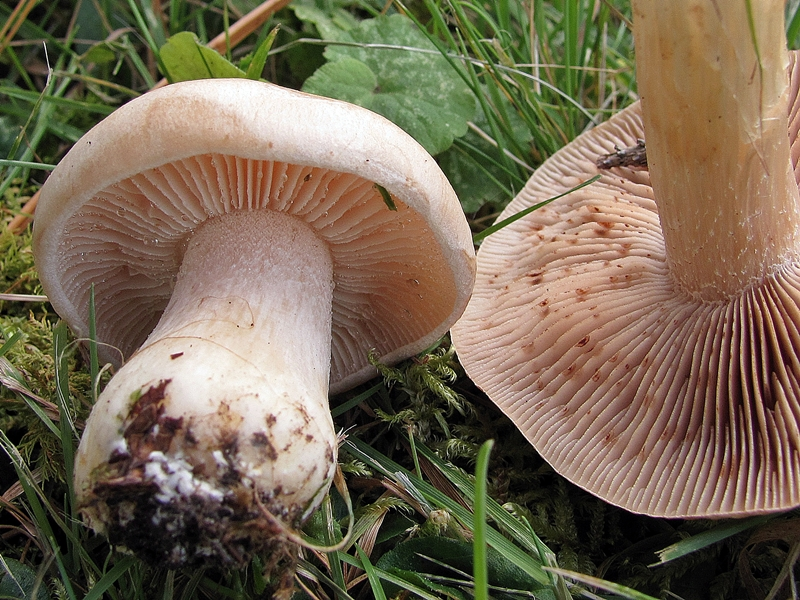
Hebeloma crustuliniforme

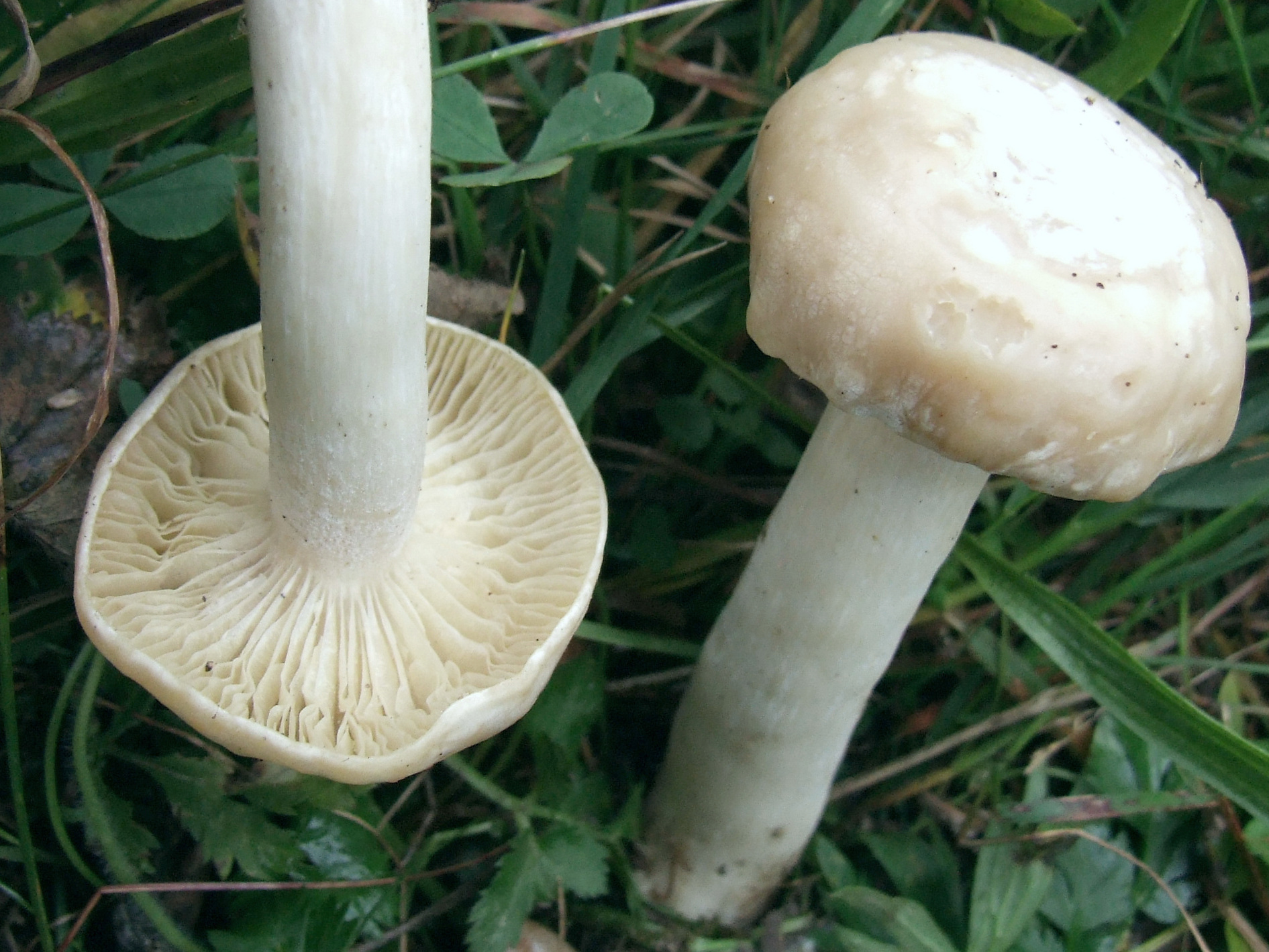
Hygrophorus eburneus
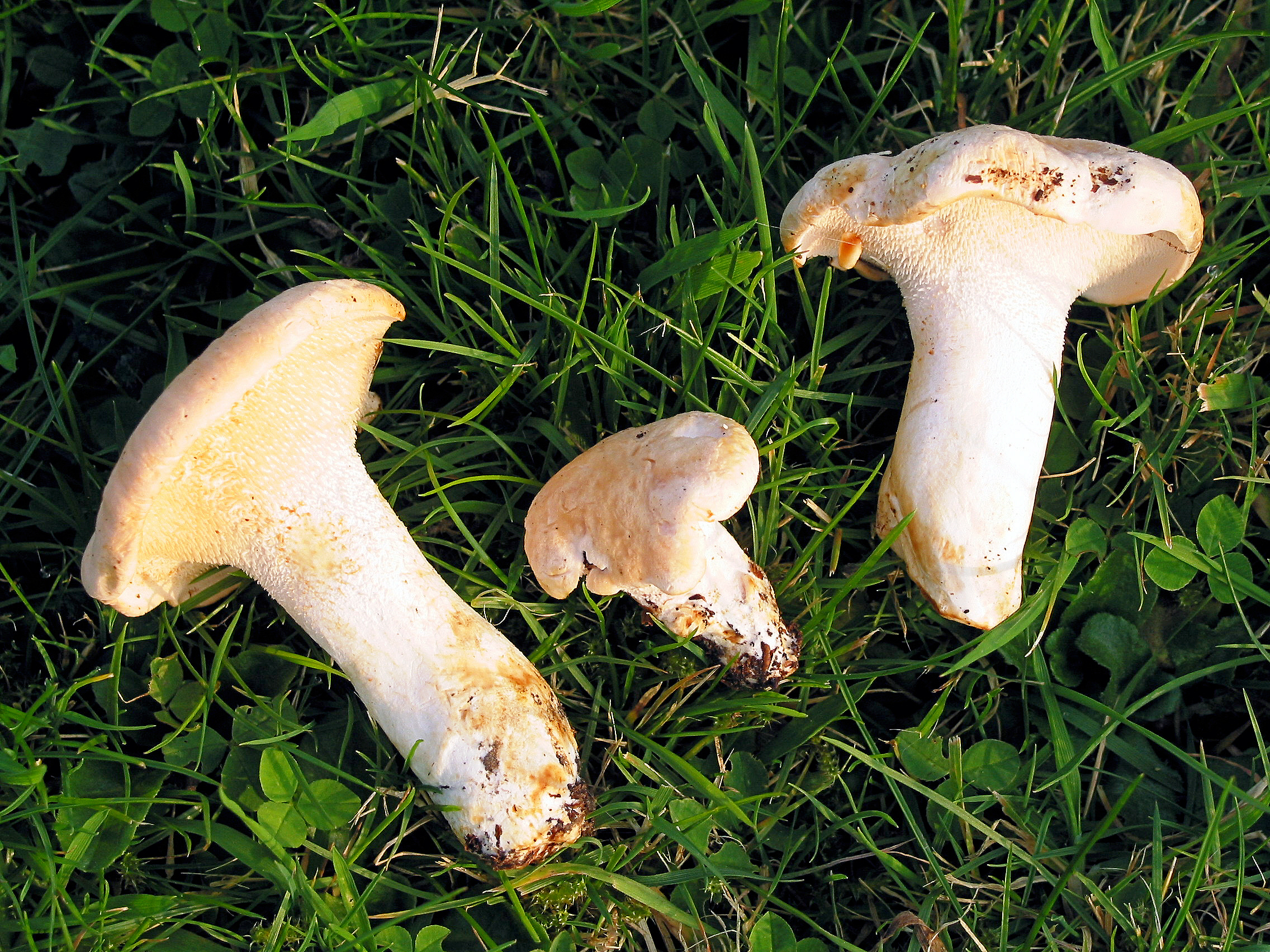
Hydnum repandum
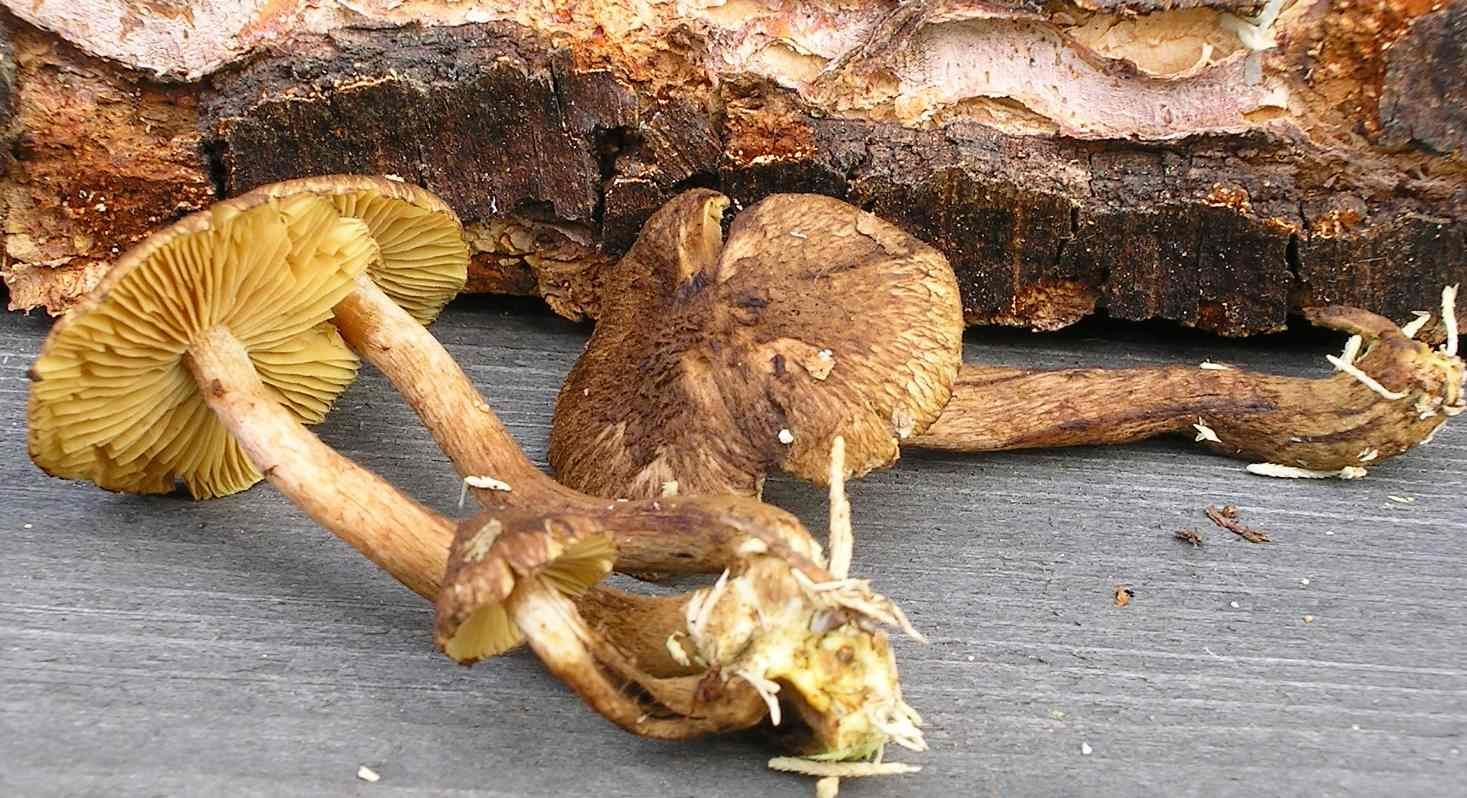
Inocybe relicina
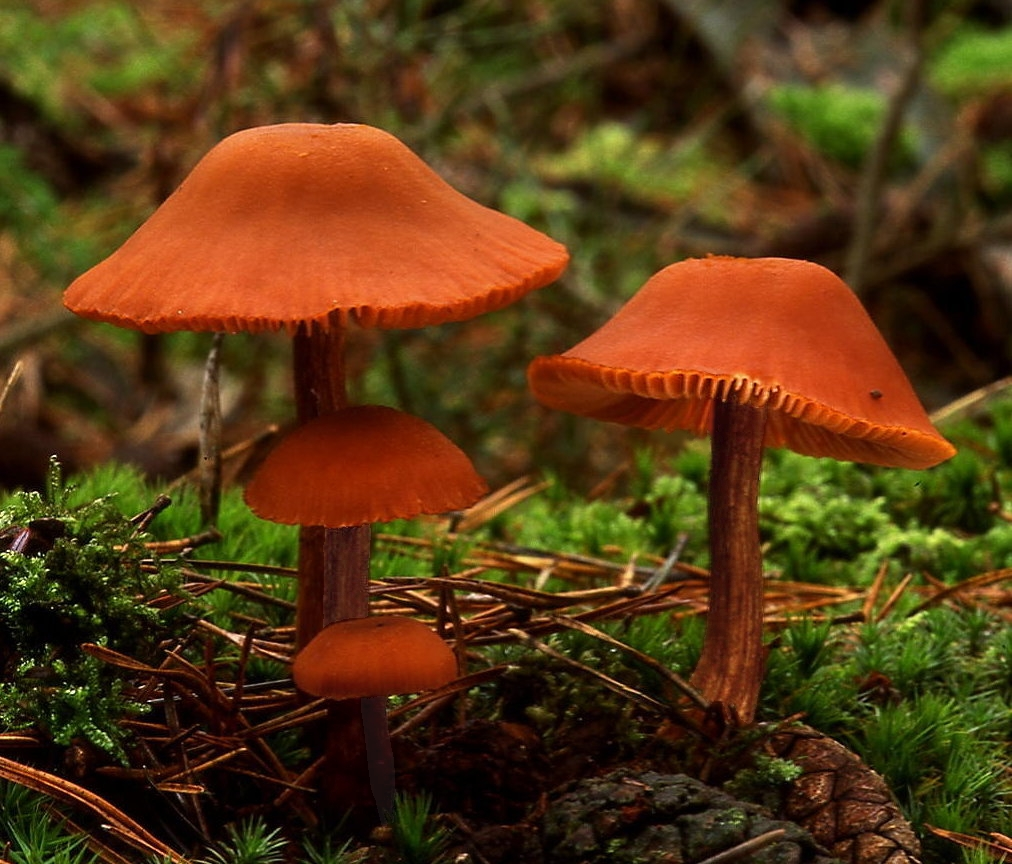
Laccaria laccata
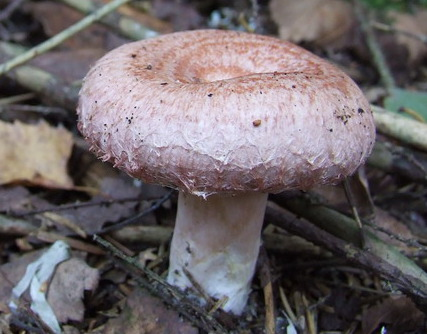
Lactarius torminosus
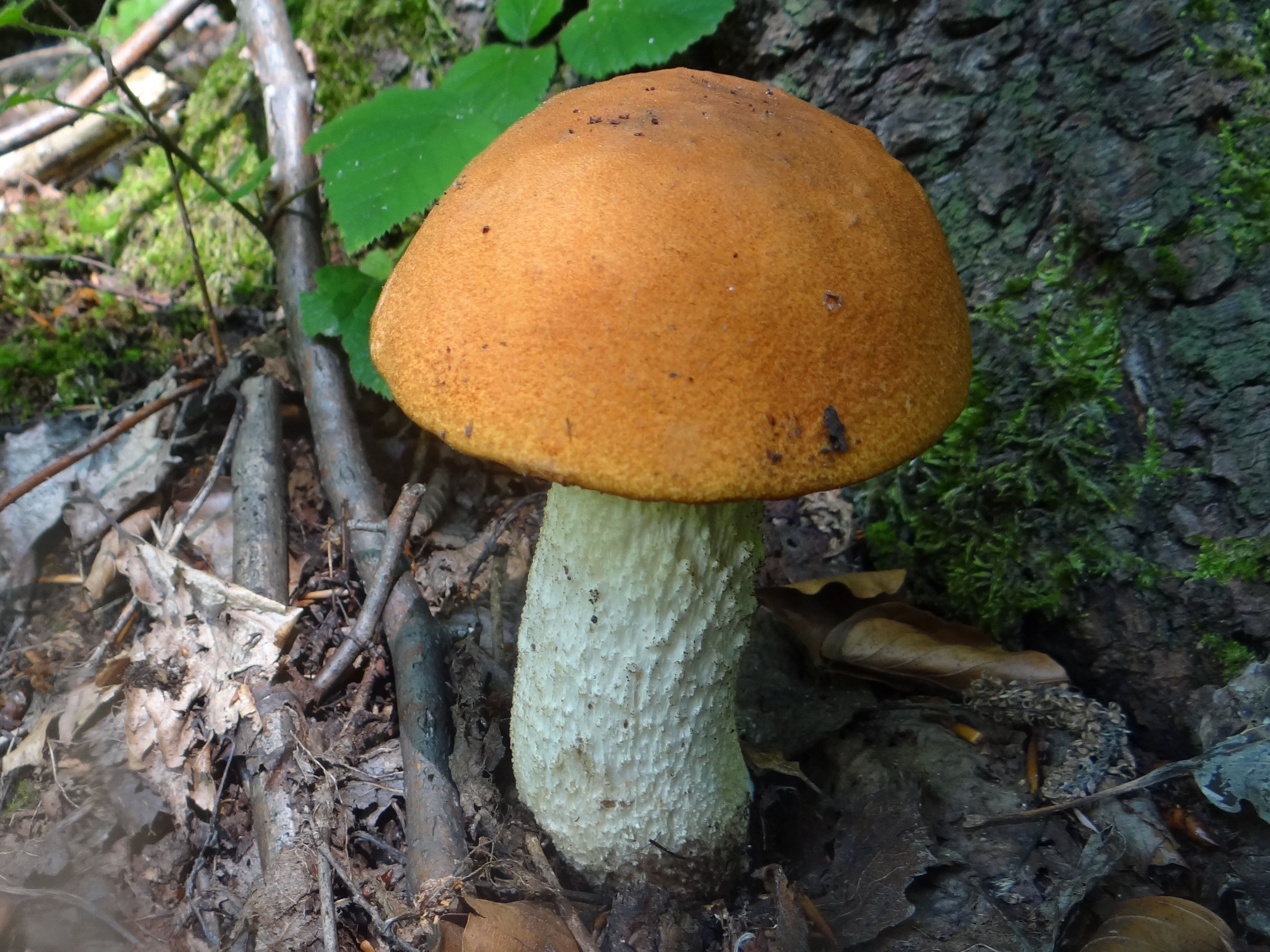
Leccinum aurantiacum
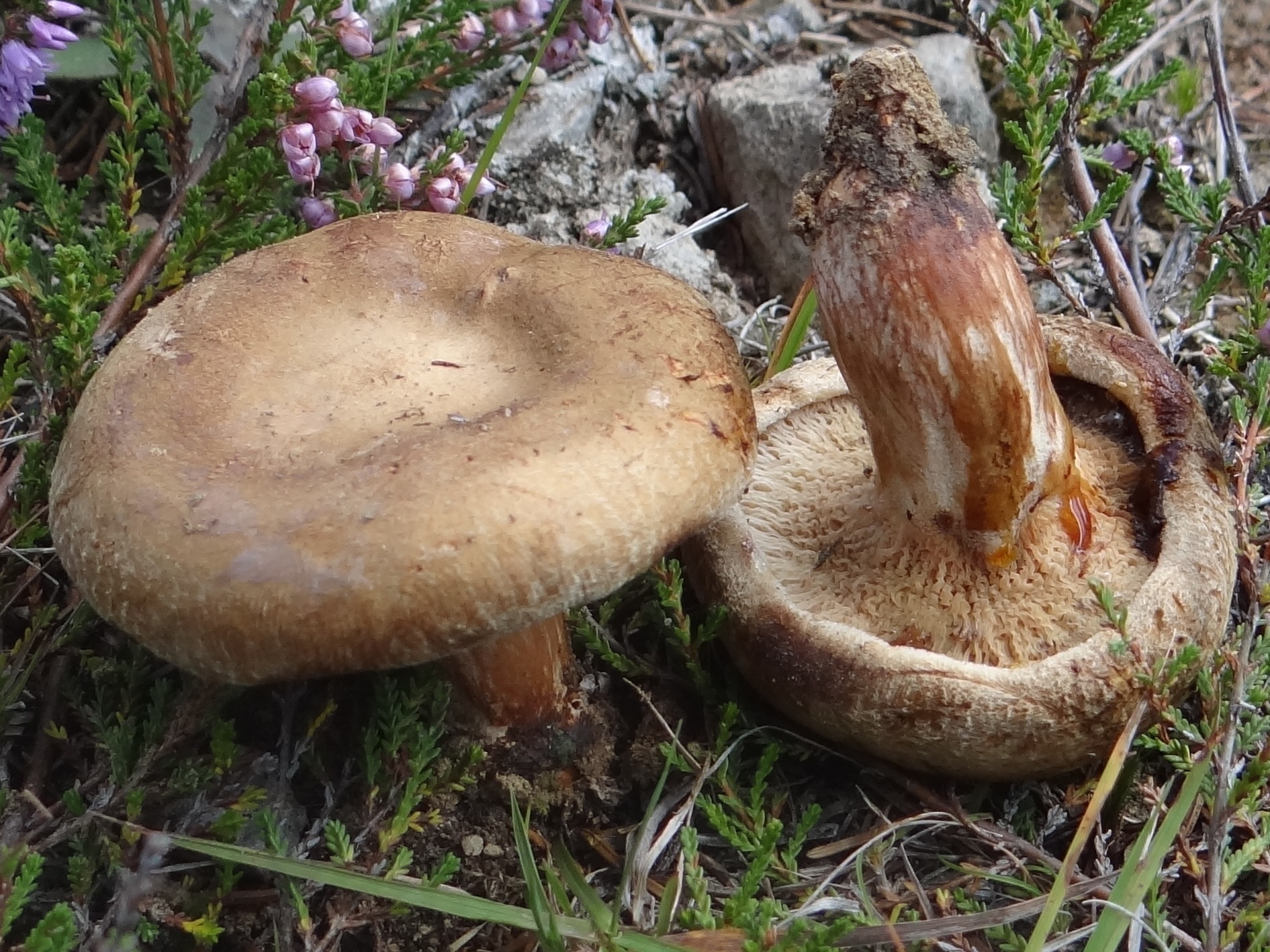
Paxillus involutus
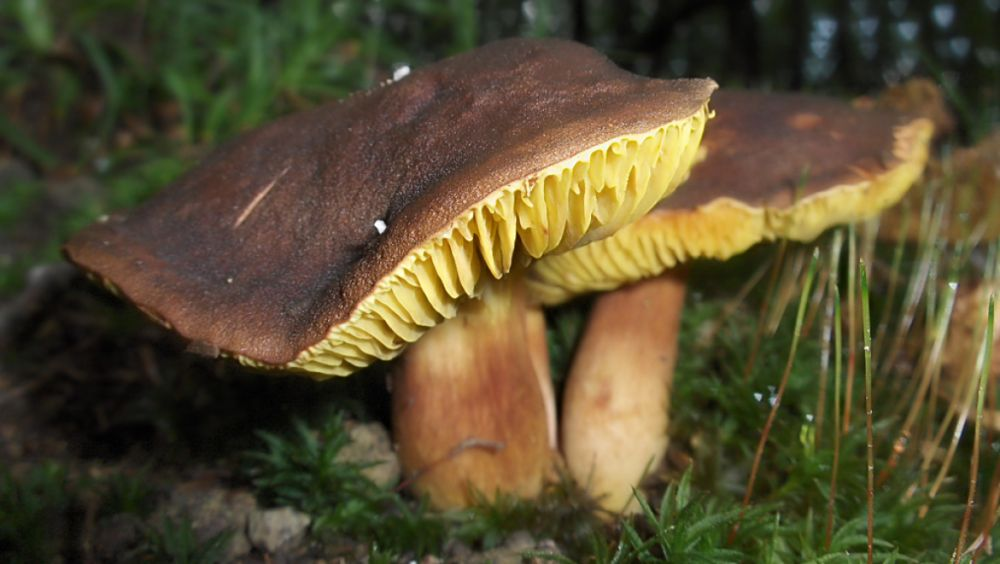
Phylloporus pelletieri

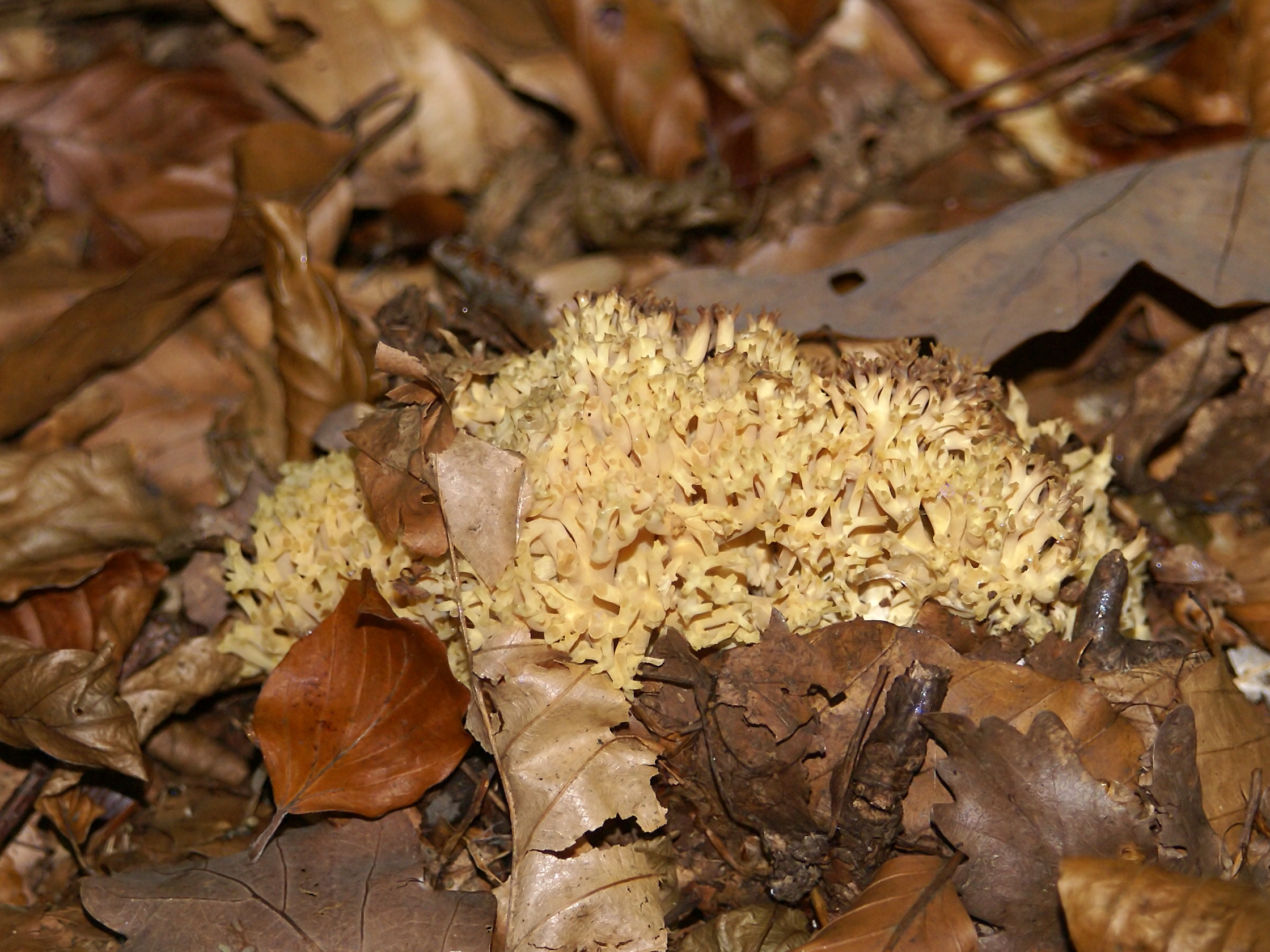
Ramaria botrytis
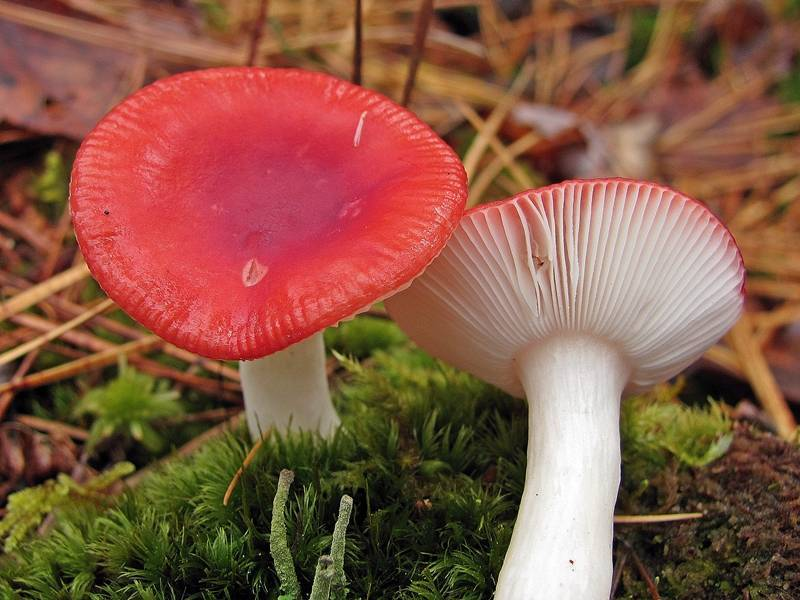
Russula emetica
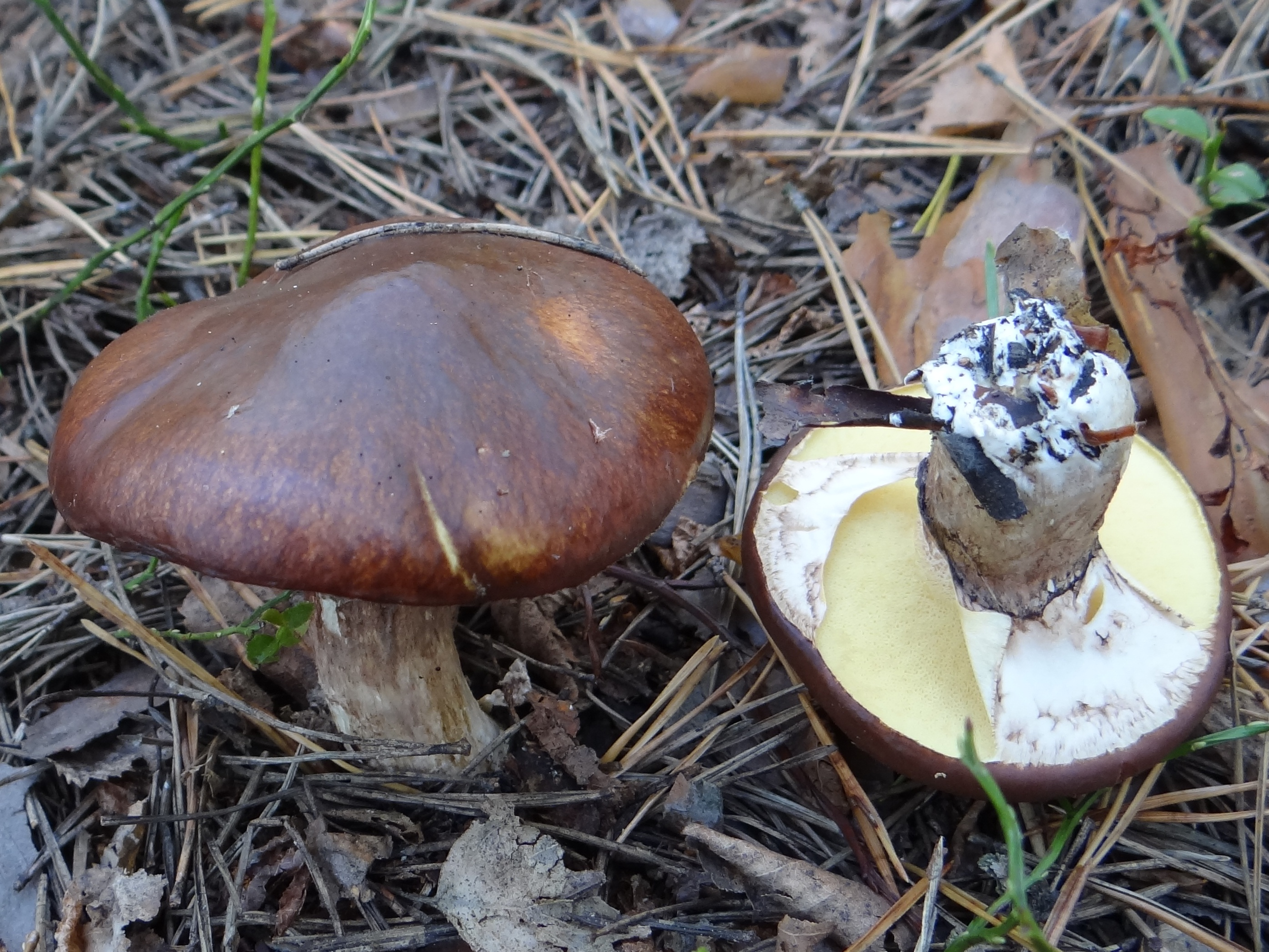
Suillus luteus
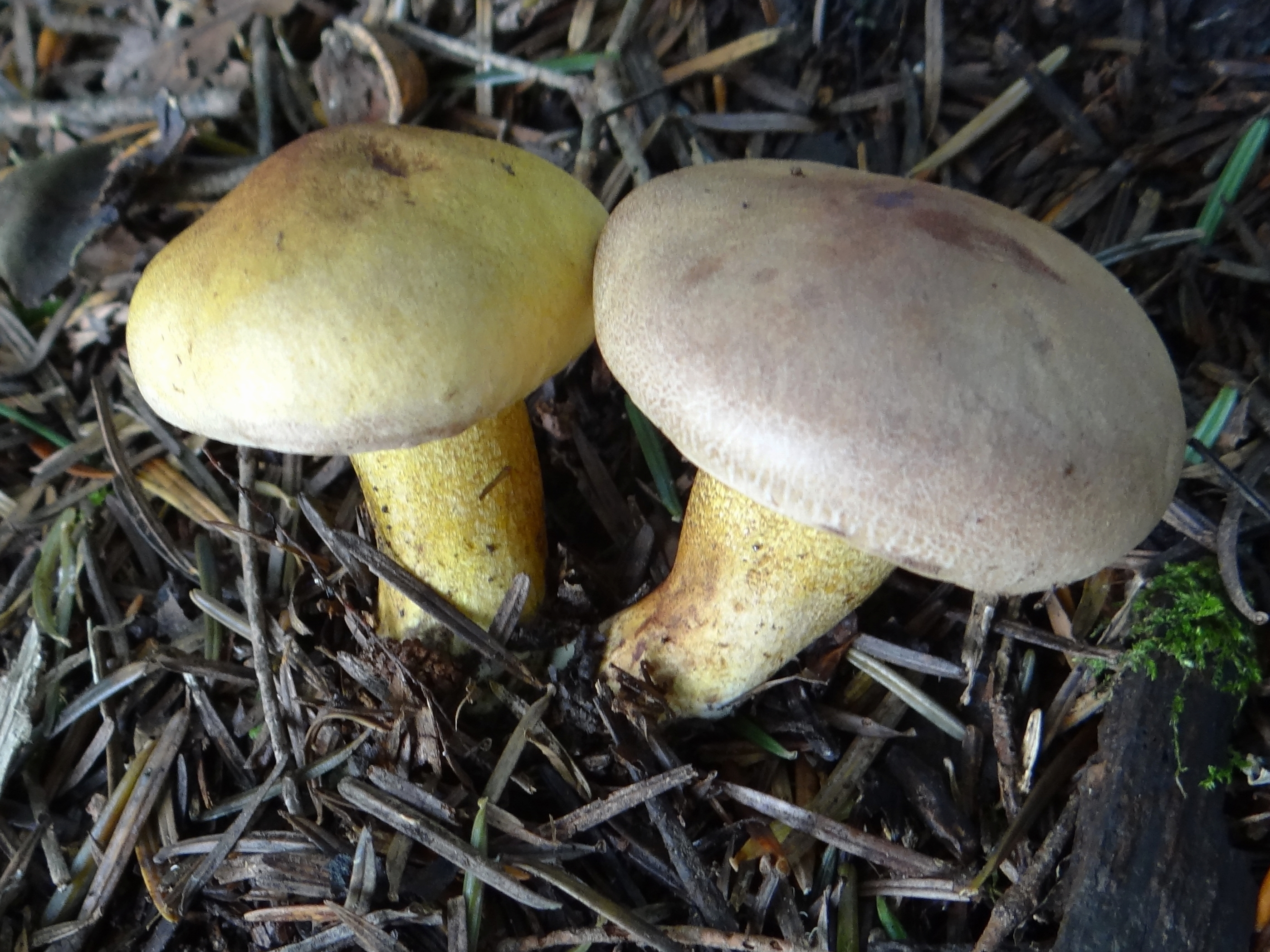
Tricholoma equestre
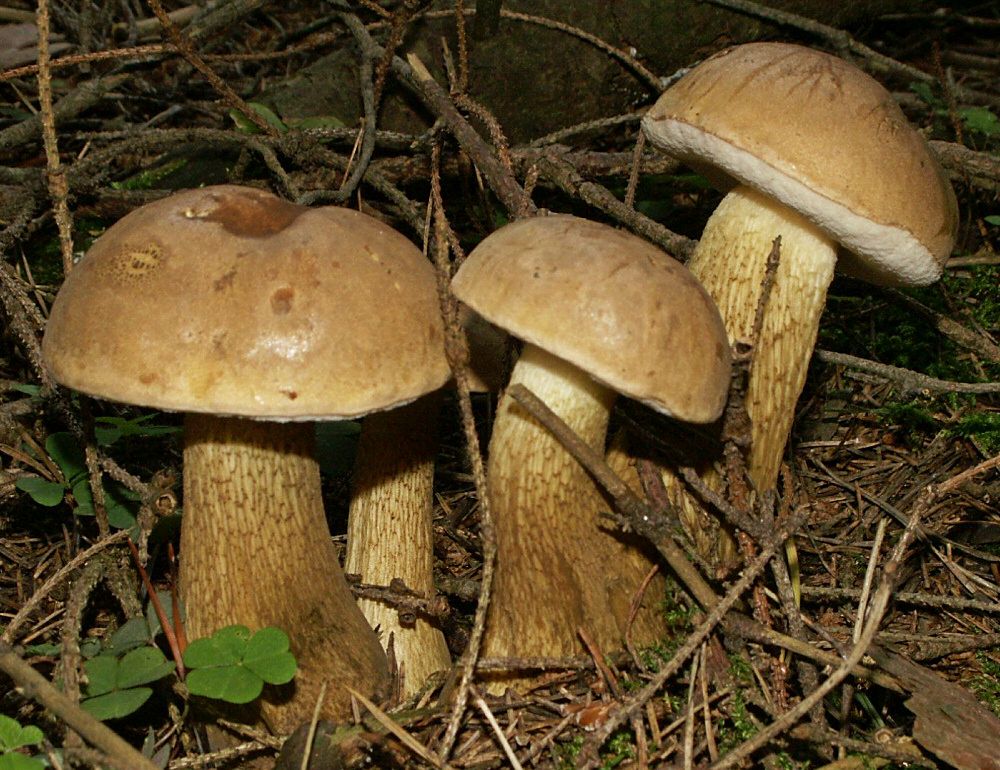
Tylopilus felleus
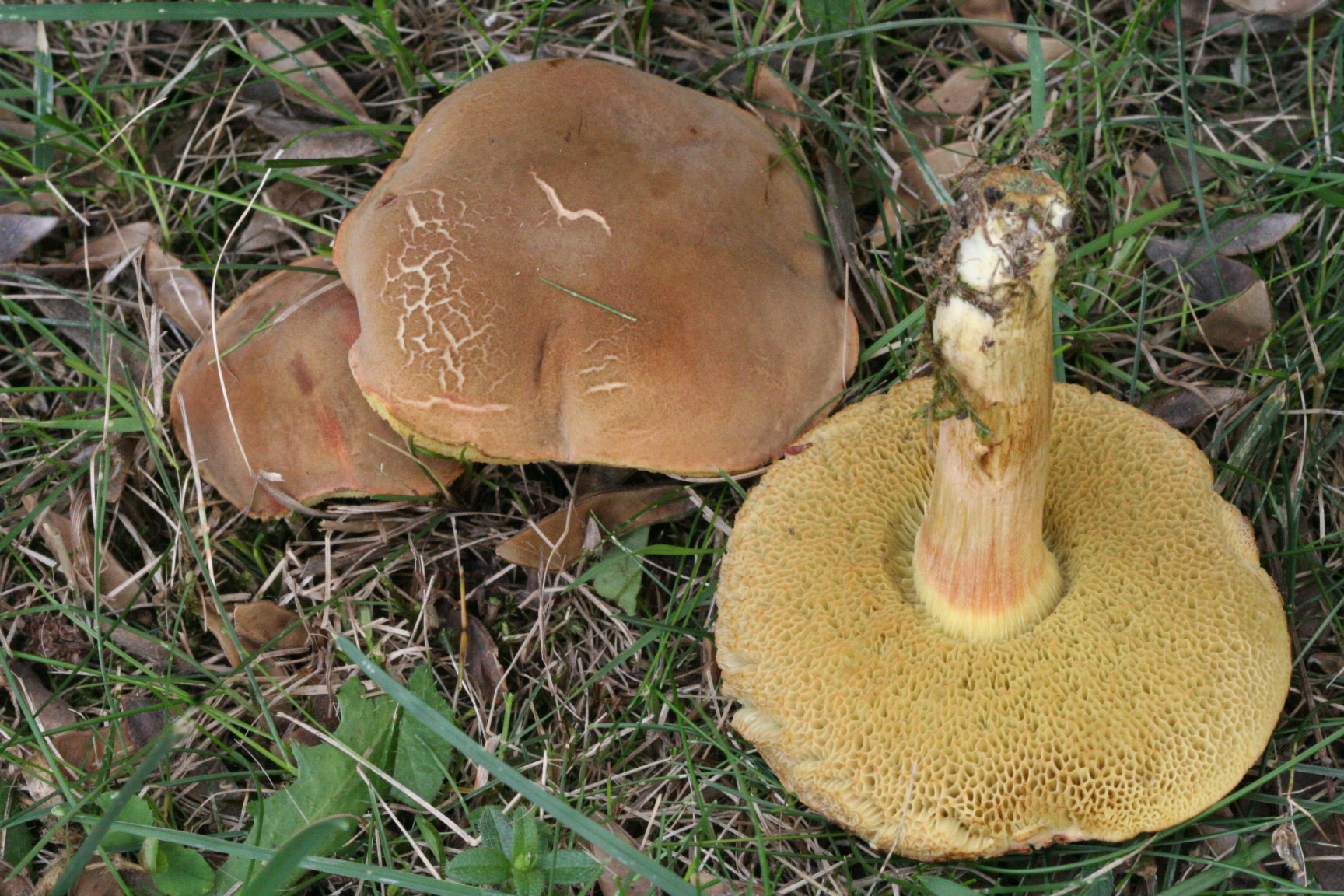
Xerocomus chrysenteron
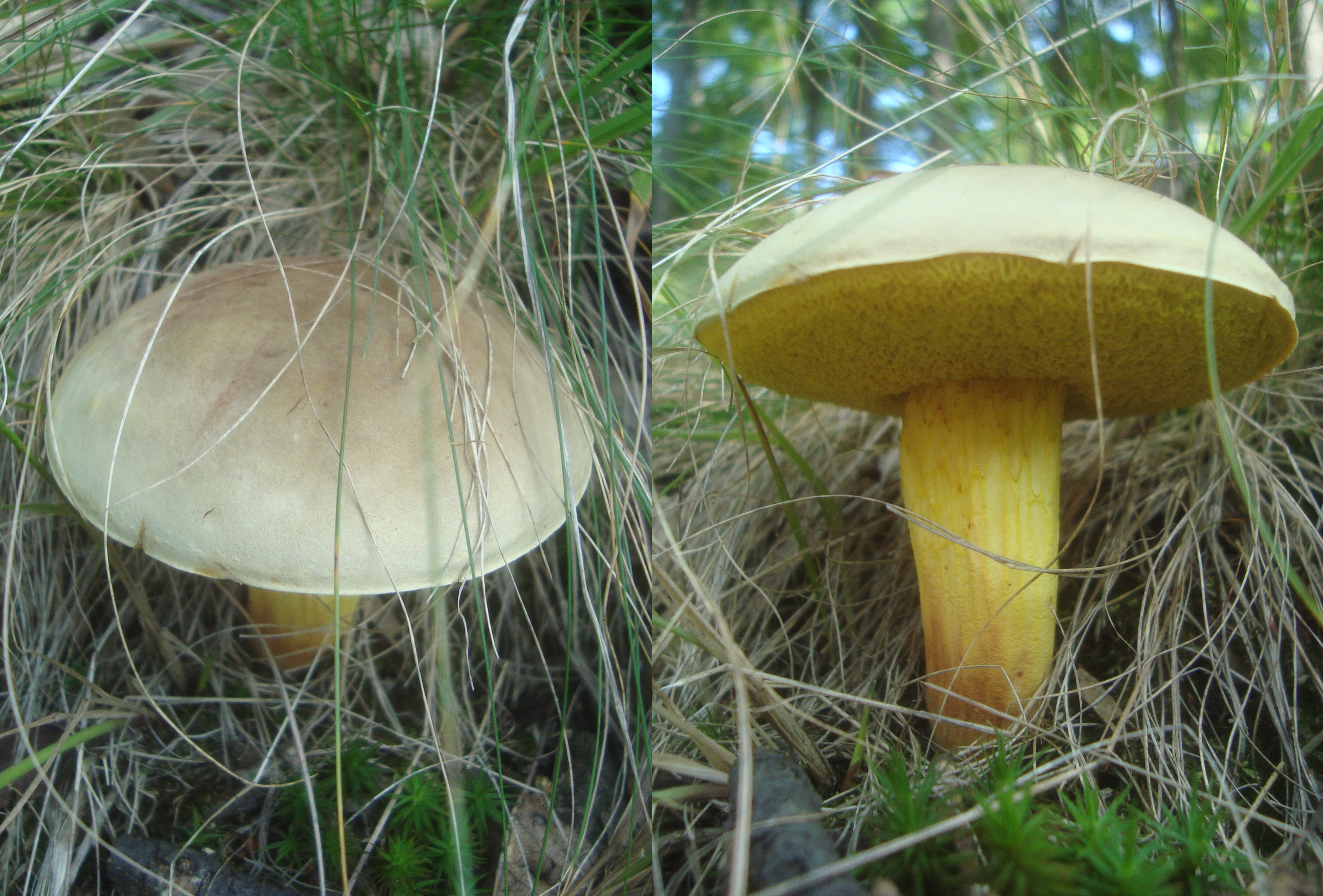
Xerocomus subtomentosus

#### Endomicoriză
Aici o parte din hifele ciupercii pătrund în celulele scoarței rădăcinii partenerului de plante. Acestea din urmă sunt predominant plante erbacee, numai în cazuri rare copaci. Rețeaua de hife care înconjoară rădăcina la ectomicoriză lipsește aici. În interiorul celulei, ciupercile formează un fel de organ de aspirație pentru absorbția substanțelor nutritive (haustorium). Astfel, eliberarea substanțelor nutritive și a apei, precum și absorbția carbohidraților devine posibilă. Speciile de plante din următoarele familii sunt aproape întotdeauna în simbioză cu un partener de ciuperci:  Ericaceae, Monotropoideae și Orchidaceae. Ciupercile simbiotice sunt, în cea mai mare parte, basidiomicete din ordinul Cantharellales, precum și formele lor anamorfice, Rhizoctonia și Ceratorhiza. Cel puțin pentru orhidee, această formă de endomicoriză este obligatorie pentru dezvoltarea lor.

#### Micorize arbusculare
Micoriza arbusculară, în lucrări științifice mai vechi de asemenea numită „micoriză sau vezicular-arbusculară”, este o formă specială de endomicoriză. Tipică pentru acest fel, cel mai frecvent, de micoriză este formarea de arbusculi; aceștia sunt hife ramificate, fine și fragede în formă de copăcel în interiorul celulelor rădăcinii care conțin rezerve. Ele se reproduc doar asexual. Cu toate acestea, hifele diferiților indivizi se pot îmbina, ceea ce face posibile un schimb genetic și o formă de parasexualitate. Ele sunt și unice din punct de vedere genetic, deoarece sporii lor au mai mulți nuclei genetic diferiți. Unele specii formează, de asemenea, vezicule (în țesutul rădăcinii plantei se formează celule fungide cu pereți groși). Numărul de plante care pot beneficia de micoriza arbusculară este foarte mare. Printre acestea se numără multe culturi a căror aprovizionare crescută cu fosfat, datorită simbiozei, poate avea un efect pozitiv asupra randamentului. Ciupercile implicate sunt alocate soiurilor de fungi arbusculari micorizali în încrengătura nou creată Glomeromycota. Toți acești bureți au pierdut reproducerea sexuală.
Mai există două subcategorii:
- Endomicorize ericoide: Hifele formează aici pelicule în rădăcini tranzitorii cu diametru mic. Implicate sunt numai ascomicete sau basidiomicete în simbioză cu ordinul Ericales.
- Ectendomicorize: Ciuperca formează plutoni intracelulari și un strat în jurul rădăcinii. Acesta este cazul în legătură cu Ericales. Ectendomicorizele monotropoide se găsesc și în Ericales nonclorofile. Hifele formează pelicule în celulele superficiale ale rădăcinii.

## Ektomicoriza și Endomicoriza (imagini)

Valorificarea în dependența soiului de ciuperci
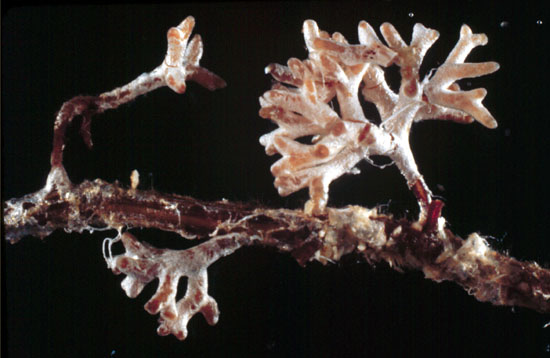
Ektomicoriză Amanita muscaria
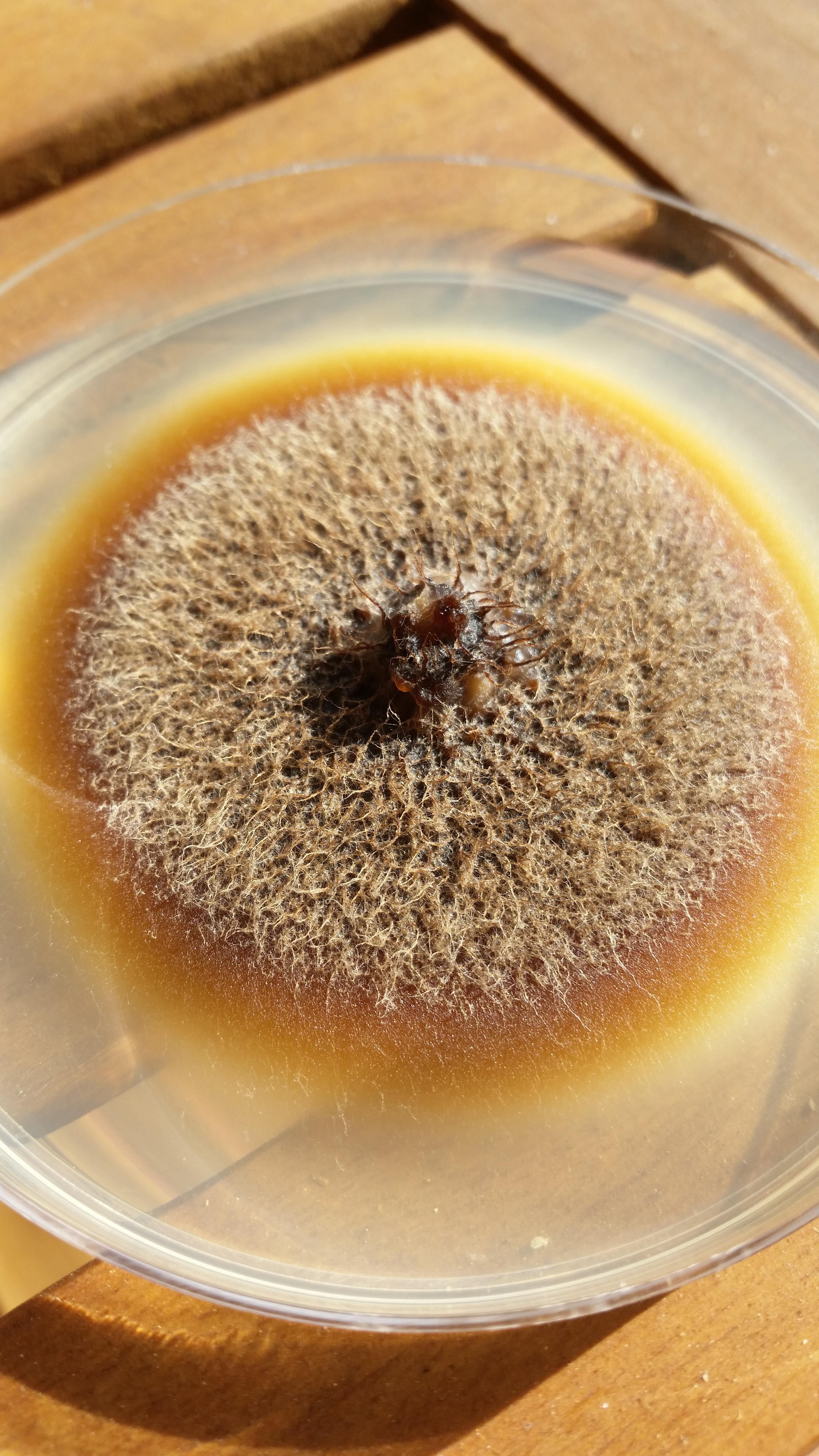
Endomicoriză Cairneyella variabilis

## Importanța pentru aprovizionarea cu fosfați
Dintre cele trei elemente nutritive anorganice principale de plante este adesea factorul limitativ în special fosfatul deoarece nu este disponibil ca potasiul, este rezolvat în întregime liber și, de asemenea, nu e absorbit în mod activ ca nitratul, ci doar pasiv prin difuziune. Prin urmare, pentru a putea să se aprovizioneze în mod eficient cu fosfat, rădăcina plantei ar trebui să pătrundă din ce în ce mai departe în zone neexplorate ale solului, dacă nu ar exista ciuperci micorize care în majoritatea cazurilor preiau această treabă. Firește, în solurile humoase, cum ar fi cele forestiere, cea mai mare parte a fosfatului este legat organic sub formă de fosfat inozitol (acid fitic [?]). Aici se ivește calitatea deosebită a ciupercilor ectomicoriziale de a elibera astfel fosfații de compușii organici. Copacii din pădure formează împletituri de rădăcini pentru micoriză direct sub frunzele de pe pământ, acoperind în acest mod cea mai mare parte a nevoilor lor de fosfat.

## Importanța ecologică generală
Importanța micorizei pentru ecologie nu se limitează la absorbția apei și a nutrienților din sol. Plantele simbiotice sunt adesea mai competitive și mai tolerante față de stresul mediului decât cele fără micoriză. Alte avantaje sunt (în rând alfabetic):
- absorbția de substanțe nutritive prezente în forme care nu sunt disponibile în mod normal pentru plante, de exemplu azot în compuși organici;
- acumularea de substanțe nutritive;
- beneficii non-nutriționale datorită, de exemplu, producției de fitohormoni;
- capacitatea de a neutraliza compuși fenolici și metale toxice prezente în sol;
- crearea de rețele nutriționale;
- influență asupra populațiilor microbiene ale rizosferei, prin schimbări calitative și cantitative ale exsudațiilor rădăcinii;
- influență importantă asupra structurii solului, care este îmbunătățit;
- influență pe cicluri nutritive la nivel de ecosistem;
- influență pe secvențele primare și secundare ale speciilor de plante la nivel de ecosistem;
- protecție împotriva ciupercilor și a nematodelor parazitare;
- protecție împotriva stresului cauzat de lipsa de apă;
- sprijin pentru răsaduri furnizate pus la dispoziție de rețelele hifelor în sol;
- transferul de substanțe nutritive de la plante moarte la plante vii;